# هارولد ويلموت
هارولد ويلموت (بالإنجليزية: Harold Willmott)‏ هو عسكري جنوب أفريقي، ولد في 1899 في Malmesbury, South Africa ‏ في جنوب أفريقيا، وتوفي في 1993 في Rondebosch ‏ في جنوب أفريقيا.